# Les Mains liées
Pour plus de détails, voir Fiche technique et Distribution.
Les Mains liées est un film français réalisé par Roland Quignon et l'abbé Aloysius Vachet et Paul Vandenberghe en 1955 et sorti en 1956. 

## Fiche technique
- Titre français : Les Mains liées
- Réalisation : Roland Quignon, l'abbé Aloysius Vachet et Paul Vandenberghe, assisté de Guy Labourasse
- Scénario : l'abbé Aloysius Vachet, d'après le roman Mon petit prêtre du révérend-père Lhande (paru en 1928)
- Direction artistique :
- Décors : Robert Dumesnil
- Photographie : Lucien Joulin
- Son : Jean Duguet et Gaston Prioux
- Montage : Raymonde Nevers
- Musique : Jean Ledrut
- Maquillage : Marcel Occelli
- Coiffure : Marie Pény	 et Dominique Roger
- Script :	Madeleine Longue
- Régis : Georges Mahaut
- Photographie de plateau : Raymond Bègue
- Affiche dessinée par Boris Grinsson
- Production : Raymond Desbonnets
- Société de production : Citec
- Directeur de production : Marcel Bryau
- Société de distribution : Citec
- Pays  :  France
- Format :  Noir et blanc - 35 mm - Son mono
- Genre : Drame
- Durée : 110 minutes
- Date de sortie :	
  - France : 27 avril 1956
- Affiche : Boris Grinsson (France)

## Distribution
- Nadine Alari : Marie-Jeanne Jauréguy
- Paul Vandenberghe : François Jauréguy
- Jean Brochard : Docteur Diriart
- Catherine Erard : Fanny
- Georgette Anys : La chaisière
- Pierre Morin : Le curé Iribarne
- Claude Albers : Maïté
- Robert Chandeau : Jean Etchandy
- Raymond Raynal : le supérieur du grand séminaire
- André Chanu : le supérieur du petit séminaire
- Francis Lax : Un jeune séminariste
- Yvon Jean-Claude : Le chanteur
- Suzanne Serge : La supérieure
- Thérèse Lombard : Isabelle Etchandy
- Jacques Provins : un prêtre ouvrier
- Bernard Alvi
- Frédéric Valmain
- Raymond Baccaunaud